# 爱德华多·弗雷·鲁伊斯-塔格莱
爱德华多·弗雷·鲁伊斯-塔格莱（西班牙語：Eduardo Frei Ruiz-Tagle，1942年6月24日—），生于智利圣地亚哥，他是前总统爱德华多·弗雷·蒙塔尔瓦之子。

## 總統
1993年12月11日，他在第二輪投票擊敗右翼候選人当选智利总统。1994年3月11日就职。任期內解決與阿根廷的領土爭議。
根據智利憲法，總統不能在任內競選連任，他於2000年3月11日卸任總統，依法卸任總統為終身國會議員。

## 再次參選
2009年12月，他再次代表中左派參選總統，但以48.39%的得票率敗于右翼民族革新黨候選人塞巴斯蒂安·皮涅拉，未能再次當選總統。
| 議會席位                   | 議會席位                           | 議會席位                     |
| -------------------------- | ---------------------------------- | ---------------------------- |
| 新选区                     | 参议员（东圣地亚哥） 1990–1994     | 繼任者： María Elena Carrera |
| 前任者： Gabriel Valdés    | 参议员（河大区） 2006–2014         | 繼任者： Alfonso de Urresti  |
| 政党职务                   |                                    |                              |
| 前任： Andrés Zaldívar     | 基督教民主党主席 1991–1993         | 繼任： Gutenberg Martínez    |
| 前任者： 帕特里西奥·艾尔文 | 基督教民主党提名总统候选人 1993    | 繼任者： 里卡多·拉戈斯       |
| 前任者： 帕特里西奥·艾尔文 | 民主政党联盟提名总统候选人 1993    | 繼任者： 里卡多·拉戈斯       |
| 前任者： 蜜雪兒·巴舍萊     | 基督教民主党提名总统候选人 2009–10 | 繼任者： 蜜雪兒·巴舍萊       |
| 前任者： 蜜雪兒·巴舍萊     | 民主政党联盟提名总统候选人 2009–10 | 联盟解散                     |
| 官衔                       |                                    |                              |
| 前任： 帕特里西奥·艾尔文   | 智利总统 1994–2000                 | 繼任： 里卡多·拉戈斯         |
| 前任： 塞尔希奥·罗梅罗     | 智利参议院议长 2006–2008           | 繼任： Adolfo Zaldívar       |